# 青塚駅
青塚駅（あおつかえき）は、愛知県津島市青塚町高畑にある、名古屋鉄道津島線の駅である。駅番号はTB04。
1980-90年にかけては準急列車が停車していたが現在は普通列車のみ停車する。manacaが利用できる。

## 歴史
- 1914年（大正3年）1月23日 - 開業。
- 1977年（昭和52年） - 2代目駅舎竣工[1]。
- 1980年（昭和55年）4月7日 - 準急停車駅となる[2]。
- 1990年（平成2年）10月29日 - 準急が廃止される[3]。
- 2005年（平成17年）7月14日 - 無人化[4]。トランパスおよび駅集中管理システムを導入[5]。3代目駅舎竣工[1]。
- 2006年（平成18年）4月29日 - ダイヤ改正と同時に乗車券確認システム導入。
- 2011年（平成23年）2月11日 - ICカード乗車券「manaca」供用開始。
- 2012年（平成24年）2月29日 - トランパス供用終了。

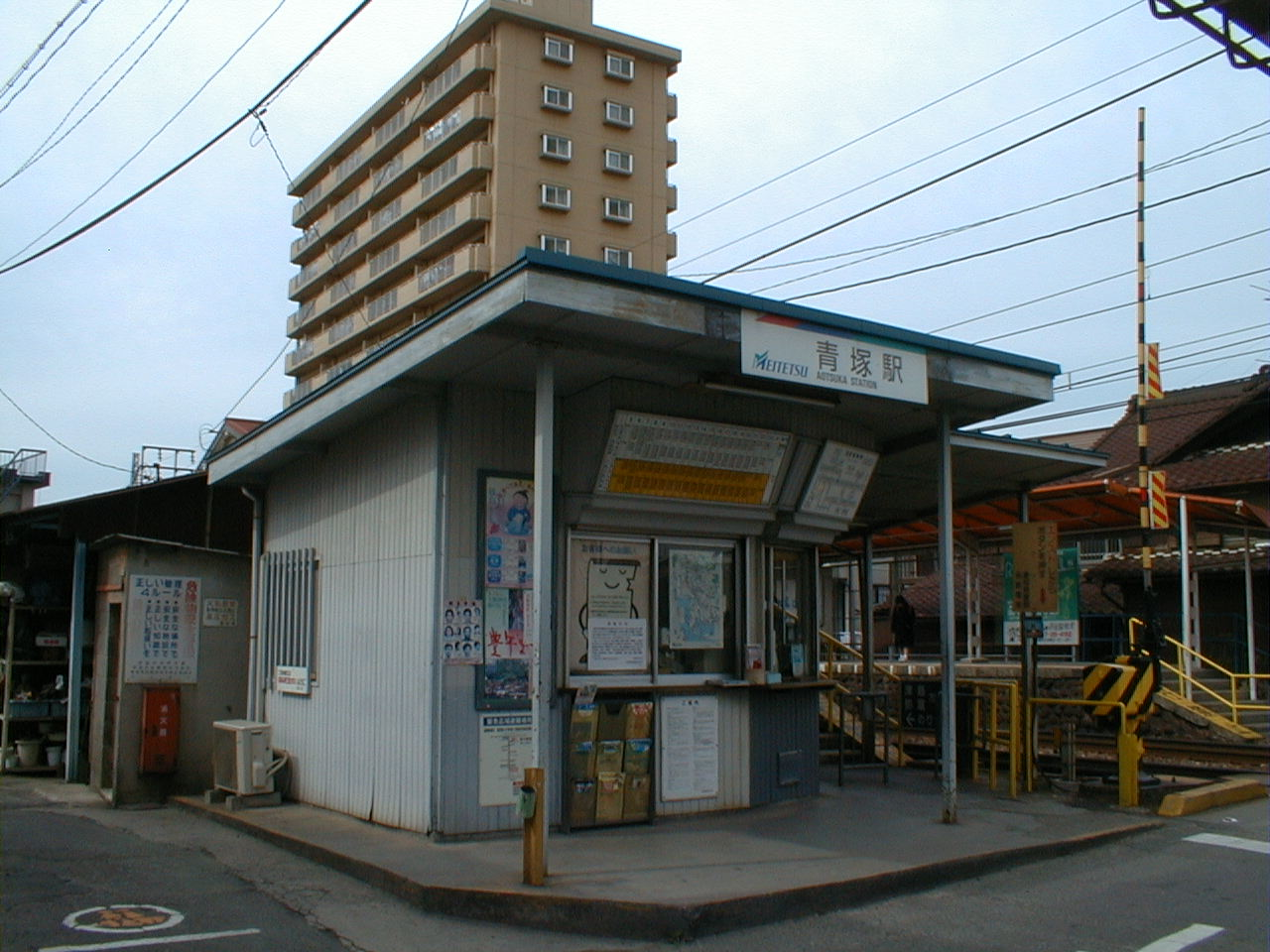
2代目駅舎（1999年3月）

## 駅構造
相対式ホーム2面2線を有する地上駅。ホームは津島方面が6両分、名古屋方面が8両分。かつては有人駅であったが駅集中管理システム（管理駅は須ヶ口駅）が導入された無人駅となった。改札口は各ホームの須ヶ口寄りに1箇所ずつあり、付近には自動券売機（新規manaca通勤定期乗車券及び継続manaca定期乗車券の購入も可能ではあるが、7:00~22:00以外の時間帯は名鉄ミューズカードでの決済は不可能である）と自動精算機（ICカードの積み増し等も可能）を備えている。なお、改札内には互いのホームを結ぶ通路がない。
| 番線 | 路線      | 方向 | 行先                         |
| ---- | --------- | ---- | ---------------------------- |
| 1    | TB 津島線 | 下り | 津島・弥富方面               |
| 2    | TB 津島線 | 上り | 須ケ口・名鉄名古屋・金山方面 |

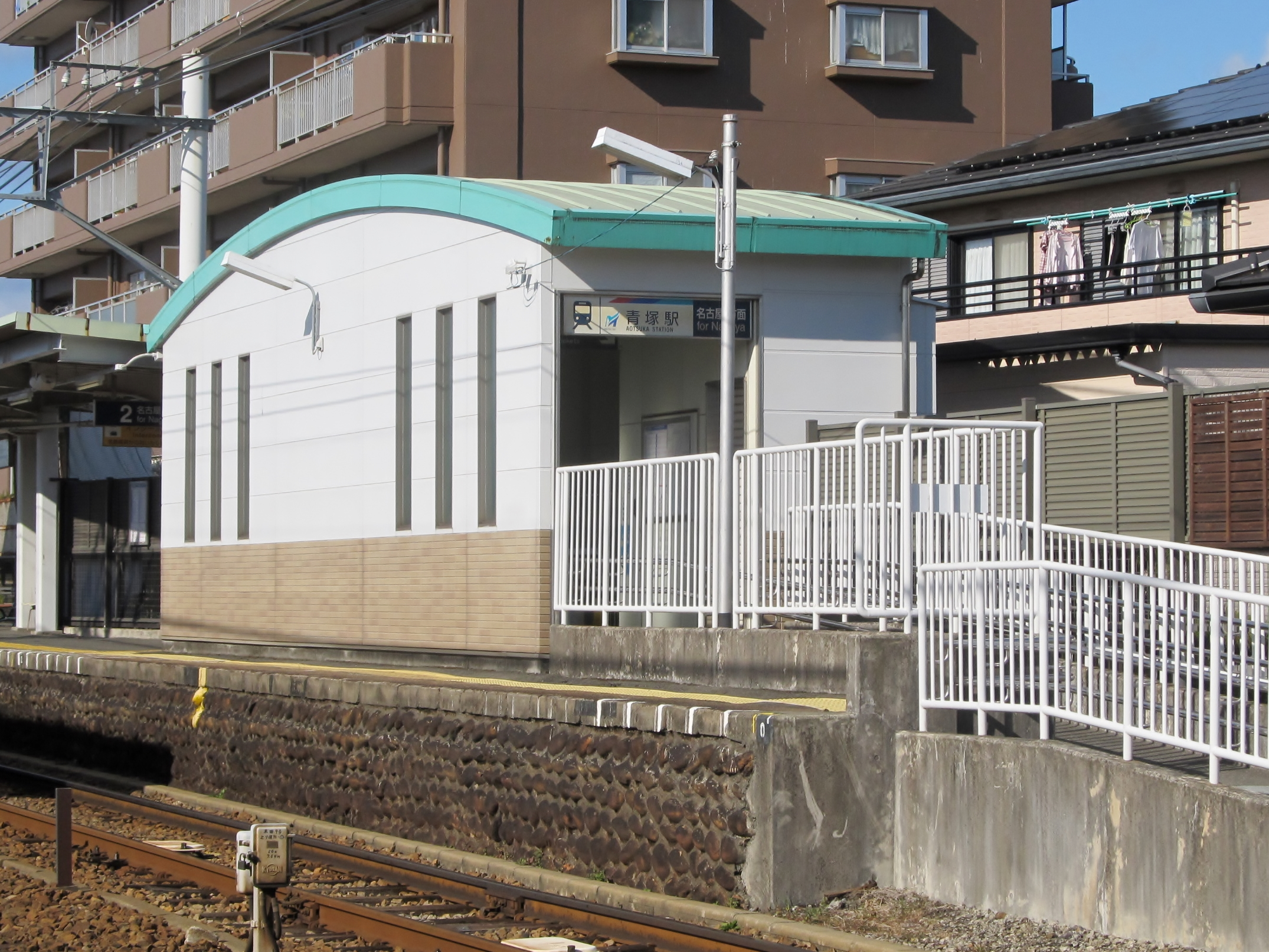
須ヶ口方面駅舎
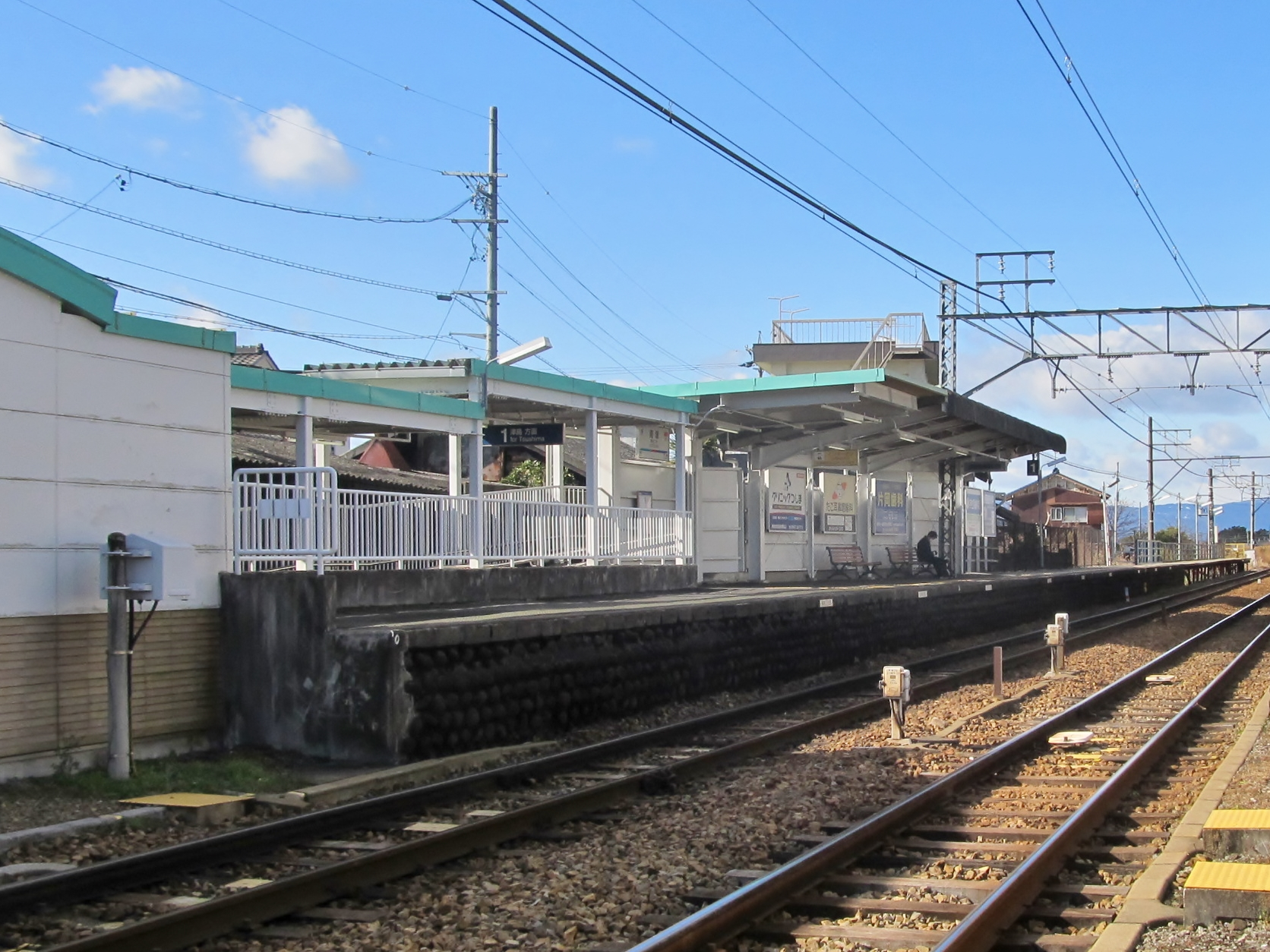
ホーム
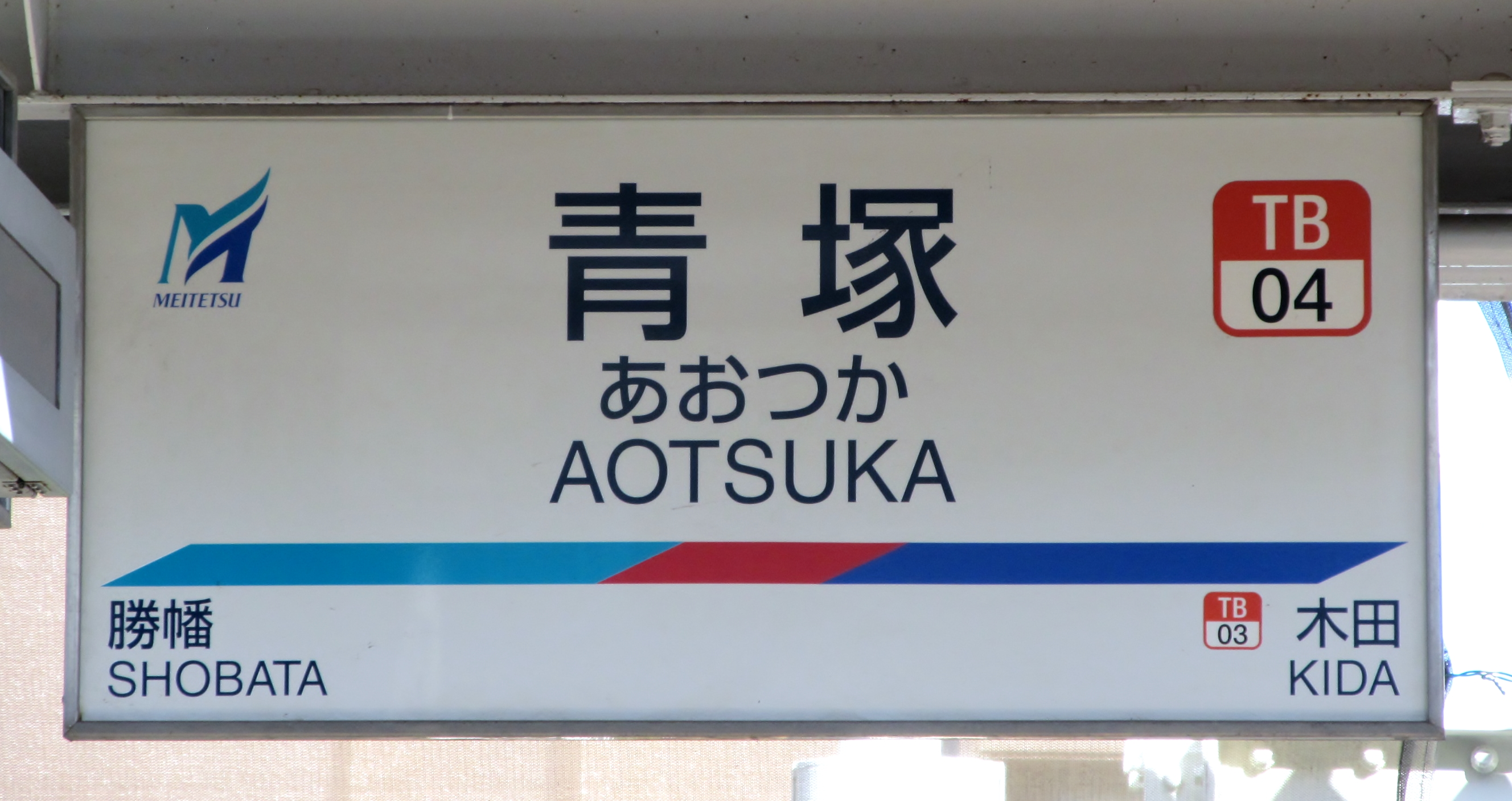
駅名標

### 配線図
| ← 津島・ 弥富方面 | 青塚駅 構内配線略図 | → 須ヶ口・ 名古屋方面 |
| 凡例 出典:        |                     |                       |

## 利用状況
- 移動等円滑化取組報告書によると、2020年度の1日平均乗降人員は2,732人であった[10]。
- 『名鉄120年：近20年のあゆみ』によると2013年度当時の1日平均乗降人員は3,796人であり、この値は名鉄全駅（275駅）中112位、津島線（8駅）中7位であった[11]。
- 『名古屋鉄道百年史』によると1992年度当時の1日平均乗降人員は4,483人であり、この値は岐阜市内線均一運賃区間内各駅（岐阜市内線・田神線・美濃町線徹明町駅 - 琴塚駅間）を除く名鉄全駅（342駅）中105位、津島線（8駅）中7位であった[12]。
- 『津島の統計』によると、各年度の年間乗車人員は下表の通り[13]。
- 2018年以降、藤浪駅の利用者が急増したため、現在は津島線で最も少ない駅となっている。

| 年度               | 年間 乗車人員 | 出典   |
| ------------------ | ------------- | ------ |
| 2007年（平成19年） | 712,378       | [ 14 ] |
| 2008年（平成20年） | 702,334       | [ 14 ] |
| 2009年（平成21年） | 674,601       | [ 14 ] |
| 2010年（平成22年） | 662,044       | [ 14 ] |
| 2011年（平成23年） | 668,208       | [ 14 ] |
| 2012年（平成24年） | 669,896       | [ 14 ] |
| 2013年（平成25年） | 688,749       | [ 14 ] |
| 2014年（平成26年） | 662,995       | [ 14 ] |
| 2015年（平成27年） | 681,053       | [ 14 ] |
| 2016年（平成28年） | 681,176       | [ 14 ] |
| 2017年（平成29年） | 667,465       | [ 15 ] |
| 2018年（平成30年） | 658,637       | [ 15 ] |
| 2019年（令和元年） | 641,359       | [ 15 ] |

## 駅周辺

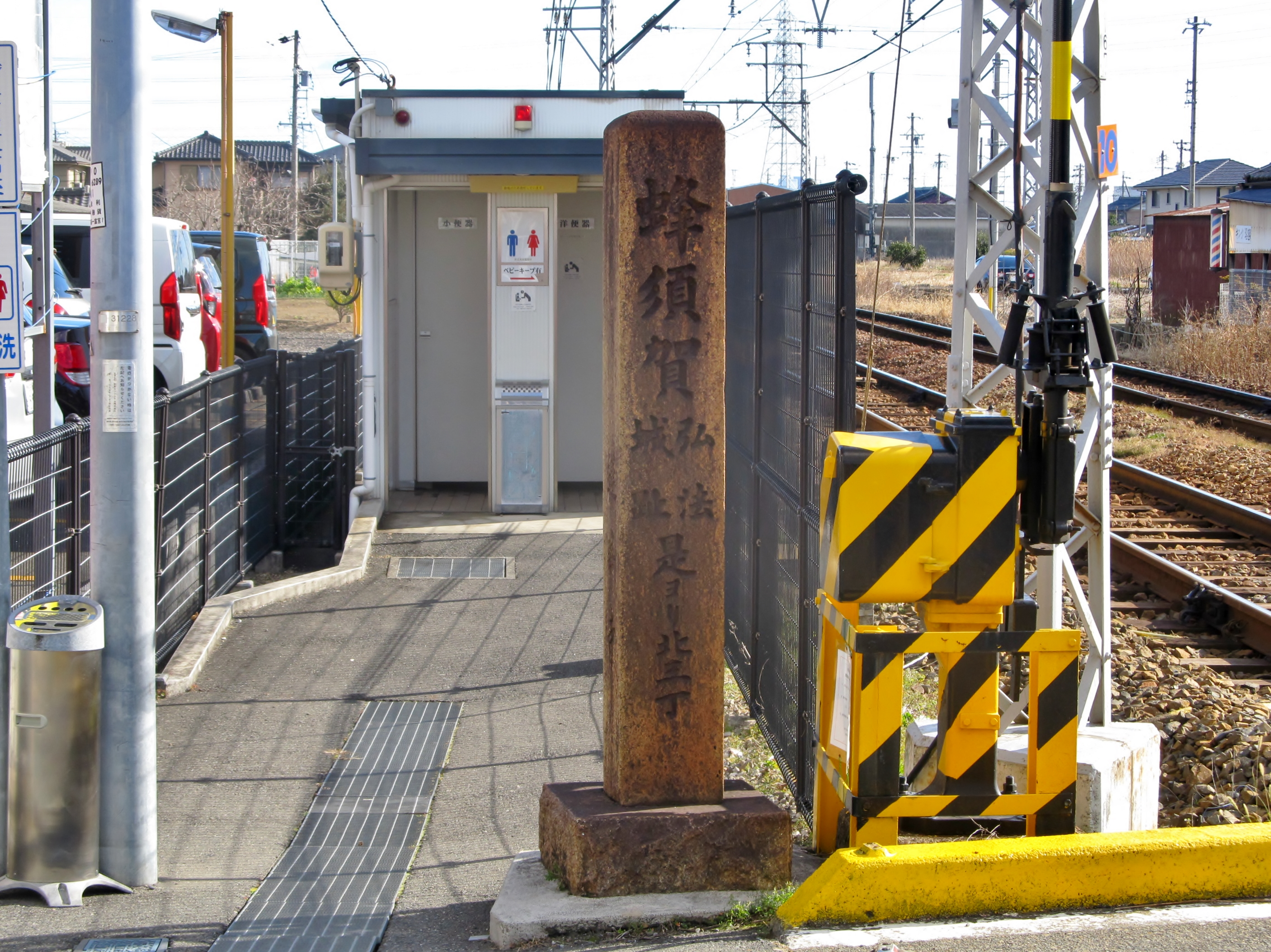
「蜂須賀弘法・城址 是ヨリ北三丁」

駅北側にある津島街道（津島上街道）より北側はあま市美和地区である。
- 蜂須賀城跡
- 西溝口城跡
- 津島青塚郵便局

## 隣の駅
名古屋鉄道
TB 津島線
■特急・■急行・■準急
通過
■普通
木田駅（TB03） - 青塚駅（TB04） - 勝幡駅（TB05）